# Дніпровський національний університет імені Олеся Гончара
Дніпровський національний університет імені Олеся Гончара — один із провідних закладів вищої освіти в Україні, має четвертий рівень акредитації та право підготовки іноземців за акредитованими напрямами й спеціальностями.
У ДНУ поєднано освітянську діяльність з науковою, здійснюють наукові дослідження, результати яких упроваджуються в навчальний процес. Наукові дослідження виконуються співробітниками 3 науково-дослідних інститутів, 97 кафедр, 31 науково-дослідної лабораторії та 7 науково-дослідних груп.
27 лютого 2017 року перейменовано в Дніпровський національний університет імені Олеся Гончара.

## Історія

### Заснування
Перша спроба заснування університету в Катеринославі була зроблена ще наприкінці XVIII століття, коли з'явився відповідний царський наказ. Але практично ця ідея була реалізована лише в 1918 році завдяки наполегливим зусиллям місцевої інтелігенції й підтримці видатних українських вчених Володимира Вернадського, Дмитра Багалія, Миколи Василенка, Лева Писаржевського, за клопотанням яких уряд Скоропадського ухвалив рішення про відкриття університету у складі чотирьох факультетів: історико-філологічного, юридичного, медичного і фізико-математичного. Перший набір на перший курс Катеринославський університет здійснив улітку 1918 року (два курси були автоматично переведені до університету з Вищих жіночих курсів, на базі яких і був заснований університет). Контингент студентів у 1918/1919 навчальному році становив 2750 чоловік. Університет розмістився у колишньому будинку Першого реального училища (15 вересня 1916 року в цьому будинку були відкриті Вищі жіночі курси (ВЖК), сучасному корпусі № 2 ДНУ (пр. Дмитра Яворницького, б. 36). 

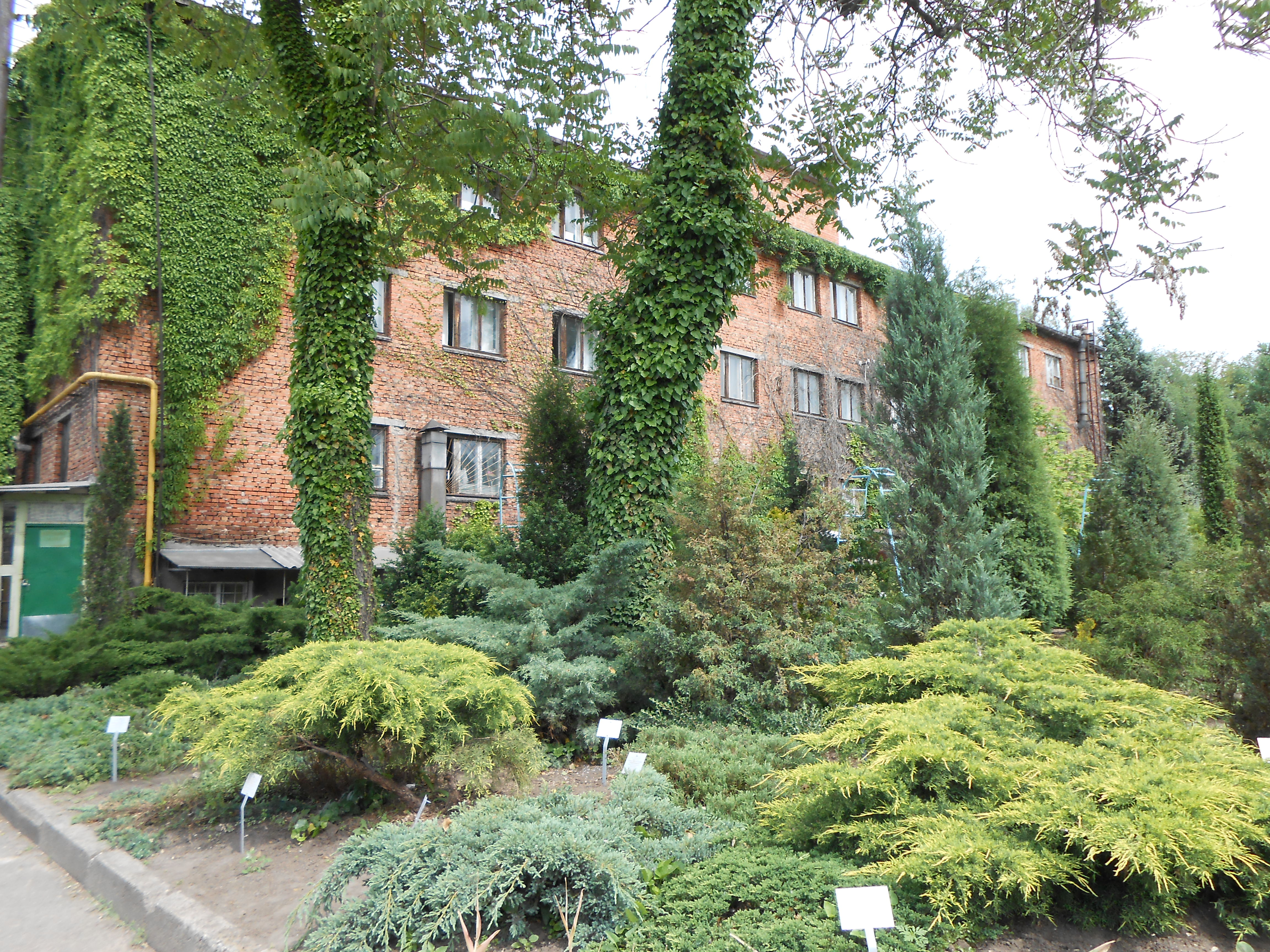
Дніпровський ботанічний сад

Серед засновників університету були визначні науковці початку XX сторіччя Владислав Дзержинський, Микола Лебедєв, Лев Писаржевський, Матвій Любавський, Дмитро Яворницький та інші. Першим ректором університету був відомий вчений-біолог, професор В. П. Карпов, який свого часу очолював Гістологічний інститут Московського університету. Для організації факультетів запросили видатних фахівців з інших університетів: колишнього ректора Московського університету, професора Матвія Любавського, А. І. Щербину, Дмитра Яворницького та інших.
Планувалося відкрити кафедри: філософії, історії України, порівняльного мовознавства, української мови та літератури, історії мистецтв, історії церкви, археології та ін. Місцеві наукові кадри і професори, запрошені з інших університетських центрів, утворили монолітний викладацький склад Катеринославського університету, де працювали Олександр Динник, Лев Писаржевський, С. Б. Шарбе, М. Ф. Злотников, Матвій Леонтовський, Микола Лебедєв. Коли в 1918 році Українська Академія наук вперше сформувала свій склад, то одним із дванадцяти дійсних членів Академії став професор Катеринославського університету Федір Тарановський (відділення соціальних наук).
Розміщувався університет у сучасному корпусі № 2 по проспекту Дмитра Яворницького, б. 36.

### Реорганізація

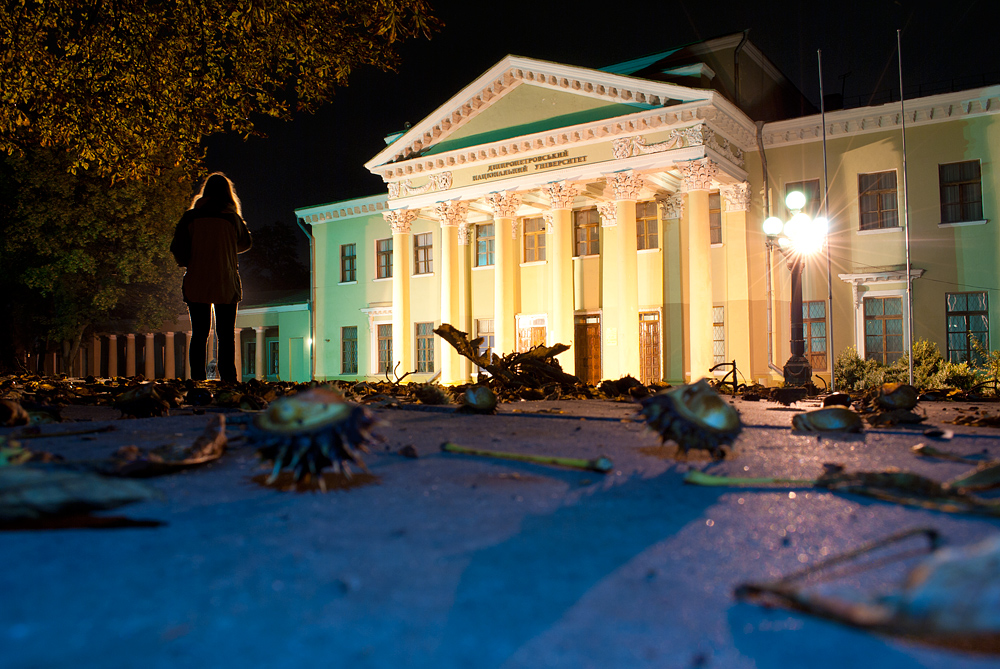
Палац студентів, парк імені Тараса Шевченка

У 1920 році у зв'язку з реорганізацією освітньої системи із встановленням радянської окупації Катеринославський університет ліквідовано, а на його базі створюється Інститут народної освіти, що існував до відновлення університетської мережі в республіці на початку 1933 року. Уже на першому етапі функціонування університету сформувалися й здобули визнання наукові школи в галузі теоретичної (електронної) хімії академіка О. І. Бродського, прикладної механіки — академіка О. М. Динника, металофізики — академіка Г. В. Курдюмова, фізики рідкого стану — академіка В. І. Данилова, гідробіології — академіка Д. О. Свіренка, української історії, археології та етнографії — академіка Д. І. Яворницького та ін.
Значних матеріальних збитків та людських втрат зазнав університет у роки німецько-радянської війни. У ході тимчасової окупації міста були спалені всі навчальні корпуси.
У повоєнний час починається бурхливий розвиток університету. В 1951 році відкривається фізико-технічний факультет для підготовки спеціалістів у новій галузі техніки — ракетобудуванні. На більшості факультетів і кафедр проводились дослідження з фундаментальних і прикладних наук. З'являються і успішно розвиваються нові наукові школи в галузі математики, механіки (професори М. П. Корнійчук, В. І. Моссаковський), фізики, радіоелектроніки (професори Ф. І. Коломойцев, М. І. Варич, І. С. Мірошниченко), біології, біотехнології (професори О. Л. Бельгард, Г. Б. Мельников), хімії (професор В. С. Малиновський), ракетно-космічної техніки (професори В. А. Махін, М. Ф. Герасюта, В. М. Ковтуненко, М. І. Дупліщев), соціально-гуманітарних наук (професори B.C. Ващенко, Д. П. Пойда). Розширювалася номенклатура спеціальностей, за якими здійснювалась підготовка фахівців, зростав кадровий потенціал, створювалися нові факультети, кафедри, лабораторії, науково-дослідні інститути, зміцнювалась матеріально-технічна база.
Багато років Дніпропетровський державний університет підпорядковувся Міністерству вищої та середньої освіти РРФСР.
З середини 60-х років розпочалося будівництво нового університетського комплексу з розвиненою соціально-культурною інфраструктурою. Перетворення університету на один із провідних вишів України та колишнього СРСР цілком закономірно і справедливо пов'язується з ім'ям академіка В. І. Моссаковського, який був його незмінним ректором упродовж 22 років (1964—1986).

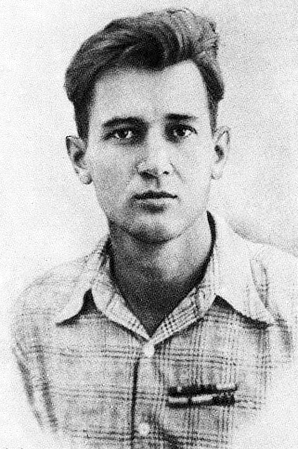
Олесь Гончар, фото приблизно 1945-1950 років

Університет зазнав великої реорганізації: Дніпропетровський інститут народної освіти, Дніпропетровський вищий інститут освіти, відновлюється знову університет на базі фізико-хіміко-математичного інституту та біофаку інституту профосвіти у 1933 р. В якій би формі чи назві не існував наш університет, він завжди був визнаним і впливовим. Одним із найкращих у республіці вважався Катеринославський інститут народної освіти. Бібліотека, де були зібрані цінні видання, зокрема з історії, літератури, педагогіки, у 1930 р. була однією з найбільших академічних бібліотек України. У 1967 р. в ДДУ (третьому університеті в Україні) відкрито факультет підвищення кваліфікації викладачів закладів освіти. Також ведеться інтенсивна робота в сфері міжнародного співробітництва. Так факультет міжнародної економіки на чолі з доктором економічних наук Ігорем Сазонцем бере активну участь у підготовці міжнародної програми «Відкритий мережевий університет СНД» (Москва, РУДН), учасником якої є ДНУ ім. Гончара за спеціальностями «Міжнародна економіка» та «Менеджмент» та є одним з організаторів плідної співпраці в межах програми між Дніпровським національним університетом та Університетом прикладних наук м. Міттвайда (Німеччина).
Визнанням авторитету вчених університету було включення їх до складу науково-методичних та координаційних рад Мінвузу СРСР і АН СРСР та УРСР. ДДУ в регіоні став провідним освітнім і науковим центром, а в СРСР — базовим закладом освіти. Дніпровський університет є провідним центром республіки з вивчення джерелознавства історії України, одним із трьох провідних центрів у галузі ядерної фізики й одним із перших ЗВО СРСР та України, які порушили питання про гуманізацію й гуманітаризацію освіти і внесли до навчальних планів нові предмети: українську мову, історію України, етику, естетику, екологію та ін.

### Сучасність
За час свого існування університет підготував понад 70 тисяч фахівців. Зважаючи на загальнодержавне й міжнародне визнання результатів діяльності Дніпровського держуніверситету, розробку й реалізацію ним найважливіших державних програм у гуманітарній сфері, наявність у закладі визнаних на загальнодержавному і світовому рівнях фахівців та їх наукових шкіл, Указом Президента України від 11 вересня 2000 року університету присвоєно статус національного. 25 червня 2008 р. постановою Кабінету міністрів України ДНУ присвоєно ім'я його знаменитого випускника Олеся Гончара.
В ДНУ навчається понад 15 тисяч студентів, з них більше 12 тисяч — за денною формою навчання. Підготовка фахівців в університеті здійснюється за денною, заочною та екстернатною формами навчання за 10 галузями знань, 37 напрямами підготовки фахівців з вищою освітою та 69 спеціальностями з ліцензованим обсягом прийому 2860 осіб.

## Кампуси і корпуси
- 17 навчально-лабораторних корпусів («Головний корпус» № 1, який розташований за адресою: м. Дніпро, пр. Науки, 72),
- сім гуртожитків для студентів та аспірантів на 3 500 місць,
- спортивні споруди та заклади відпочинку (палац спорту з басейном, водна станція, тир, хокейний майданчик, відкритий стадіон, профілакторій, спортивно-оздоровчий табір),
- Палац Культури Студентів (з актовим залом на 500 місць та малою залою на 120 місць),
- бібліотека з фондом близько 2,2 млн примірників.

## Структура університету

### Факультети
- Факультет української й іноземної філології та мистецтвознавства
- Факультет суспільних наук та міжнародних відносин
- Факультет систем і засобів масової комунікації
- Економічний факультет
- Історичний факультет
- Факультет психології
- Юридичний факультет
- Факультет фізики, електроніки та комп'ютерних систем
- Хімічний факультет
- Біолого-екологічний факультет
- Факультет медичних технологій, діагностики та реабілітації
- Факультет прикладної математики
- Механіко-математичний факультет
- Фізико-технічний факультет
- Центр заочної та вечірньої форм навчання
- Центр післядипломної освіти
- Центр доуніверситетської підготовки

### Інститути
В університеті функціонує 3 науково-дослідних інститути:
- біології (дослідження біофізики складних систем, наземної екології та рекультивації земель, фізіології та молекулярної біології рослин).
- геології (вивчення надр південного сходу України з метою розширення мінерально-сировинної бази промисловості, раціонального використання мінерально-сировинних ресурсів регіону).
- енергетики (науково-дослідні роботи інституту спрямовані на розвиток сонячних і вітрових енергетичних систем, а також перспективних систем ракетно-космічної техніки та енергозберігаючих технологій).

### Ліцей
При університеті в 1991 році створено Дніпровський ліцей інформаційних технологій при ДНУ (ЛІТ).
Також при університеті в 1998 році було створено Дніпровський ліцей-інтернат фізико-математичного профіля (ДОЛІФМП).

## Ректори
- Лебедєв Микола Йосипович, 1918
- Карпов Володимир Порфирович, 1918—1920
- Писаржевський Лев Володимирович, 1920—1921
- Злотников Михайло Федотович, 1921—1923
- Кашкаров М. М, 1923—1926
- Александров Наум Львович, 1926—1928
- Фідровський Василь Михайлович, 1929—1933
- Ринська Розалія Самсонівна, 1932
- Палько Петр Семенович, 1933
- Куїс Микола Григорович, 1933—1934
- Комаровський Марк Борисович, 1934
- Морозов З. Л., 1934—1936
- Єфімов Іван Микитович, 1936—1937
- Архангельський Василь Михайлович, 1937—1938
- Сафронов Леонід Іванович, 1938, 1939—1941, 1945—1951
- Розгін Іван Федорович , 1941 - 1942 (період  німецько-нацистської окупації)
- Корчинський Микола Володимирович, 1938—1939
- Полежаєв Василь Минович, 1943—1944
- Хмарський Никифор Захарович, 1944—1945
- Мельников Георгій Борисович, 1951—1964
- Моссаковський Володимир Іванович, 1964—1986
- Прісняков Володимир Федорович, 1986—1998
- Поляков Микола Вікторович , з 25 листопада 1998 —  21 вересня 2020
- Оковитий Сергій Іванович [Архівовано 21 липня 2020 у Wayback Machine.], з 8 квітня 2021

## Почесні доктори та випускники університету
Почесні доктори університету
- Андрущенко Віктор Петрович — ректор Національного педагогічного університету ім. М. П. Драгоманова, рішення Вченої ради 2008
- Гарасимюк Мар'ян  — Ректор Люблінського університету ім. Марії Кюрі-Склодовської, рішення Вченої ради 21.04.2005
- Бакіров Віль Савбанович — ректор Харківського національного університету ім. В. Н. Каразіна, рішення Вченої ради 2008
- Гончар Олесь Терентійович — Видатний український письменник, голова правління Спілки письменників України. Академік НАН України., рішення Вченої ради 08.04.1993
- Горбулін Володимир Павлович, почесний член президії НАН України, академік НАН України, доктор технічних наук, професор, випускник ДДУ.
- Дзяк Георгій Викторович — Ректор Дніпровського державного медичниого університету. Академік АМН України, рішення Вченої ради 25.10.2001 р.
- Згуровський Михайло Захарович — ректор Національного технічного університету України («КПІ»), рішення Вченої ради 2008 р.
- Ернст Зігмунд — Президент Бранденбурзького технічного університету (Німеччина), рішення Вченої ради 11.06.2001
- Капто Олександр Семенович, дипломат, державний та громадський діяч, доктор філософських наук, професор, випускник ДДУ.
- Конюхов Станіслав Миколайович — генеральний директор — генеральний конструктор ДКБ «Південне», академік НАНУ, Герой України, випускник ДНУ, рішення Вченої ради 2008
- Микола Павлович Корнєйчук — Академік НАН України. Лауреат Державної премії України, рішення Вченої ради 19.04.2001
- Кремень Василь Григорович — президент Академії педагогічних наук України, академік НАНУ, рішення Вченої ради 2008
- Кривцов Володимир Станіславович — ректор Національного аерокосмічного університету імені М. Є. Жуковського, рішення Вченої ради 2008
- Кучма Леонід Данилович — Президент України (1994—2005). Лауреат Ленінської премії та Державної премії України, рішення Вченої ради 15.05.2000
- Єжи Лещінський — Професор Джексонського державного університету (США). Член-кореспондент Європейської академії наук, рішення Вченої ради 18.09.2003
- Литвин Володимир Михайлович — Голова Верховної Ради України (2002—2006) Академік НАН України Лауреат Державної премії України, рішення Вченої ради 20.02.2003
- Лоскутов Олександр Євгенович — зав. травматології та ортопедії Дніпропетровської державної медичної академії, рішення Вченої ради 2008
- Лотгар Отто, ректор університету м. Міттвайда (Німеччина).
- Мельников Юрій Опанасович — професор університету Теннессі (США), випускник ДНУ, рішення Вченої ради 2008 р.
- Нікольський Сергій Михайлович — Академік РАН. Лауреат Державних премій, рішення Вченої ради 02.10.1993
- Патон Борис Євгенович, президент НАН України, Герой Соціалістичної Праці, Герой України.
- Пилипенко Віктор Васильович — академік НАНУ, випускник ДНУ, рішення Вченої ради 2008 р.
- Хосе Мануель Ресіо Еспехо — професор університету Кордоби (Іспанія), рішення Вченої ради 2008
- Садовничий Віктор Антонович — ректор Московського державного університету ім. М. В. Ломоносова, рішення Вченої ради 2008
- Семенов Юрій Павлович — Генеральний конструктор НВО «Енергія» (Росія). Академік РАН. Лауреат Ленінської премії. Герой Соціалістичної праці, рішення Вченої ради 02.10.1993
- Сергієнко Іван Васильович — Директор Інституту кібернетики імені В. М. Глушкова НАН України. Академік НАН України, рішення Вченої ради 20.04.2006
- Скопенко Віктор Васильович, академік НАН України, професор Київського національного університету ім. Тараса Шевченка.
- Троіч Клаус — Проректор Університету Ландау (Німеччина), рішення Вченої ради 19.04.2001
- Тронько Петро Тимофійович — Зав. відділу Інституту історії України НАН України. Академік НАН України, лауреат Державної премії України, рішення Вченої ради 20.02.1997
- Халатніков Ісаак Маркович, видатний учений-фізик, академік РАН, випускник ДДУ.
- Шевченко Володимир Павлович — ректор Донецького національного університету (1986—2010 рр.), академік НАНУ, Герой України, випускник ДНУ, рішення Вченої ради 2008
- Штокало Йосип Захарович — український радянський математик, педагог, доктор фізико-математичних наук (з 1944 року), професор (з 1946 року). Член-кореспондент (з 1948 року) і академік АН УРСР (з 19 травня 1951 року), член-кореспондент Міжнародної академії історичних наук у Парижі (з 1965 року).

Інші відомі випускники
Див. також Категорія:Випускники Дніпровського університету
- Алексєєв Юрій Сергійович — український радянський та український ракетобудівник, генеральний директор ДП «Виробниче об'єднання Південний машинобудівний завод ім. О. М. Макарова» та генеральний директор Національного космічного агентства України, Герой України
- Геннадій Балашов — засновник та керівник партії «5.10», народний депутат ІІІ-го скл., підприємець.
- Бернацький Андрій Євгенович (1975—2014) — старший лейтенант Збройних сил України, учасник російсько-української війни 2014—2017 років.
- Бойко Анатолій Васильович — історик.
- Василевський Антон Кіндратович — Доктор економічних наук (1989), професор (1990). Учасник Другої світової війни. Бойові нагороди.
- Гусєв Андрій Валерійович (1980—2023) — майстер спорту України з автоспорту, чемпіон України 2014 року з трофі-рейдів, підполковник Національної гвардії України, Герой України (2024, посмертно).
- Дубовик Михайло Тадейович (1900—1941) — український поет. Закінчив ДІНО в 1927 . Репресований.
- Дук Наталія Миколаївна — картограф, геокібернетик, географ
- Загребельний Павло Архипович (1924—2009) — український письменник, сценарист, Герой України, 1-й секретар правління Спілки письменників України та голова Комітету з Державних премій ім. Тараса Шевченка
- Ірина Каптелова — українська кіно- та телеактриса.
- Клименко Юрій Вікторович — кінооператор.
- Ковалевська Ірина Анатоліївна — співзасновник вітчизняної Школи підземної розробки.
- Копійка Олег Валентинович — в.о. генерального директора Концерну радіомовлення, радіозв'язку та телебачення.
- Мороз Олександр Стефанович (1961—2009), шахіст, міжнародний гросмейстер, міжнародний арбітр.
- Москаленко Артем Амвросійович (1901—1980) — мовознавець. діалектознавець
- Носовський Михайло Федорович - український радянський та український геолог
- Петров Сергій Юрійович (1988—2015) — солдат Збройних сил України, учасник російсько-української війни 2014—2017 років
- Плохій Сергій Миколайович, український та американський історик.
- Тимошенко Юлія Володимирівна — прем'єр-міністр України (4 лютого 2005 — 8 вересня 2005 і 18 грудня 2007 — 3 березня 2010).
- Токар Олександр Семенович — заслужений журналіст України, кореспондент національного радіо країни.
- Травлєєв Анатолій Павлович - український радянський та український еколог та геоботанік
- Черніков Олександр Юрійович (1984—2015) — солдат Збройних сил України, учасник російсько-української війни 2014—2017.

Відомі випускники Дніпровського університету:
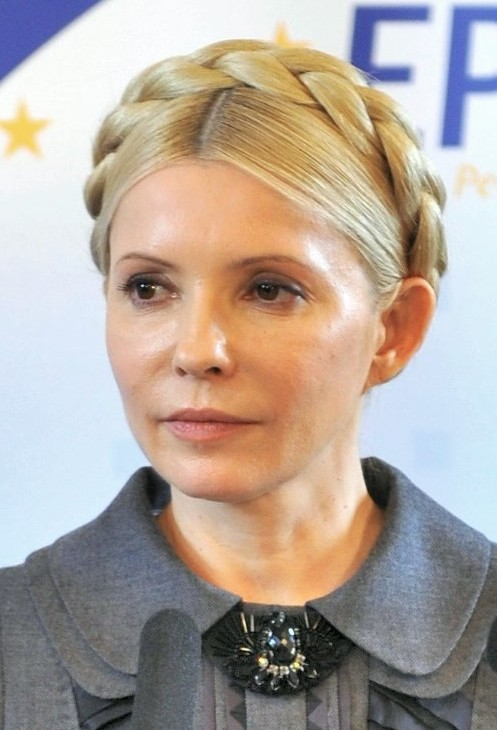
Юлія Тимошенко
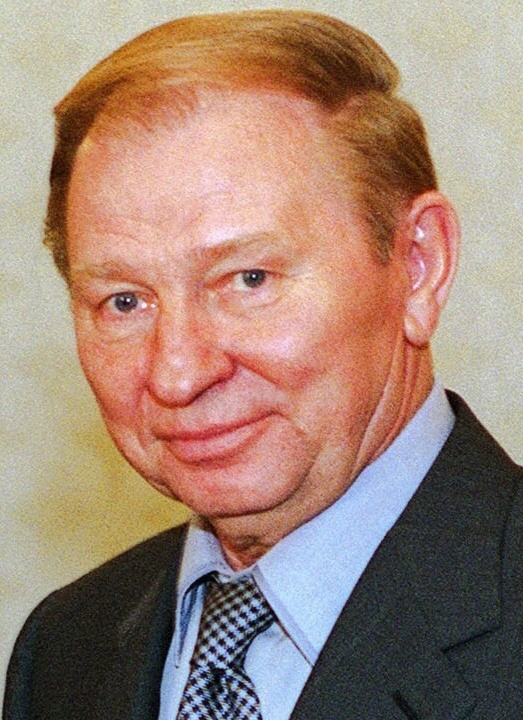
Леонід Кучма
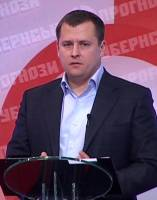
Борис Філатов
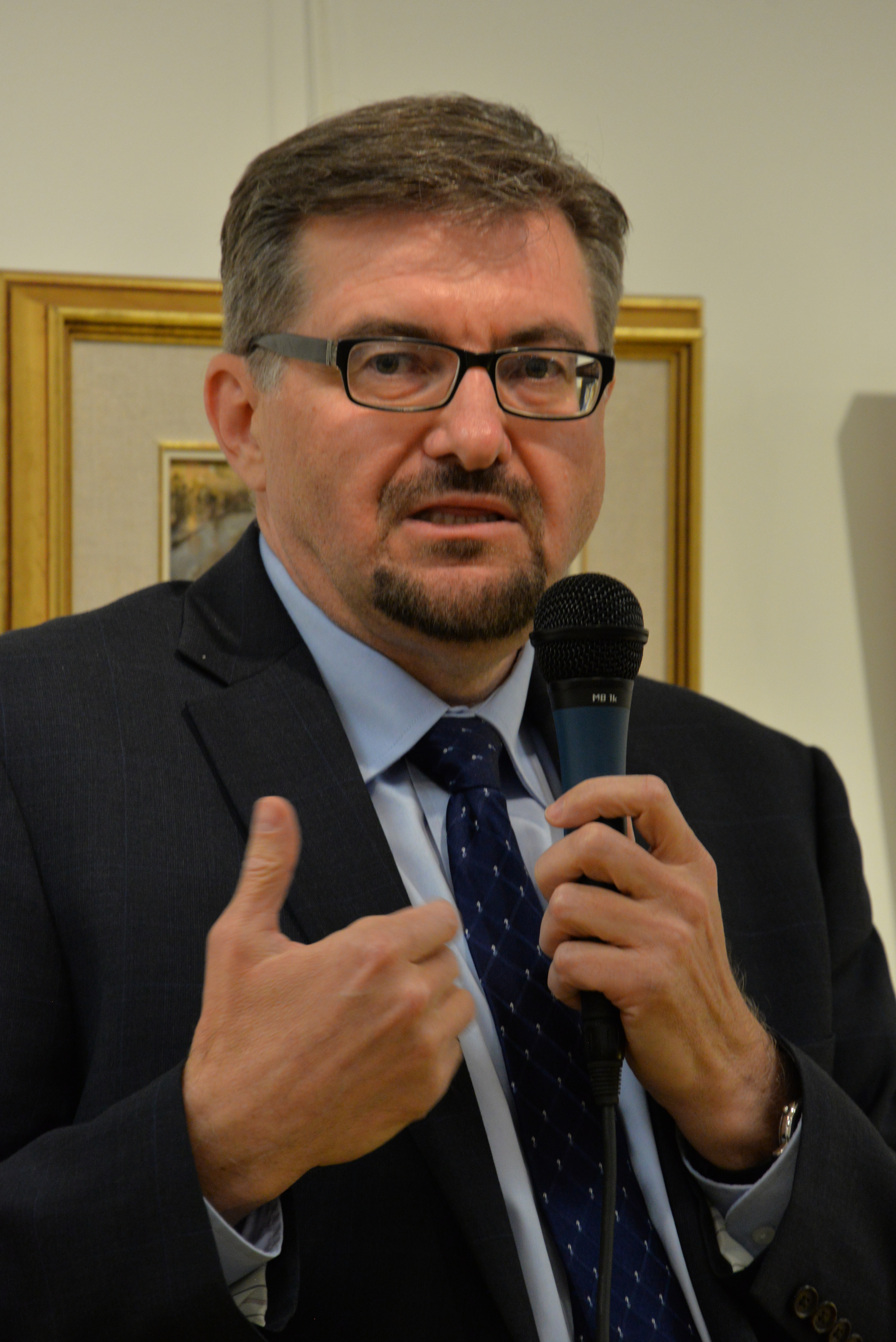
Сергій Плохій
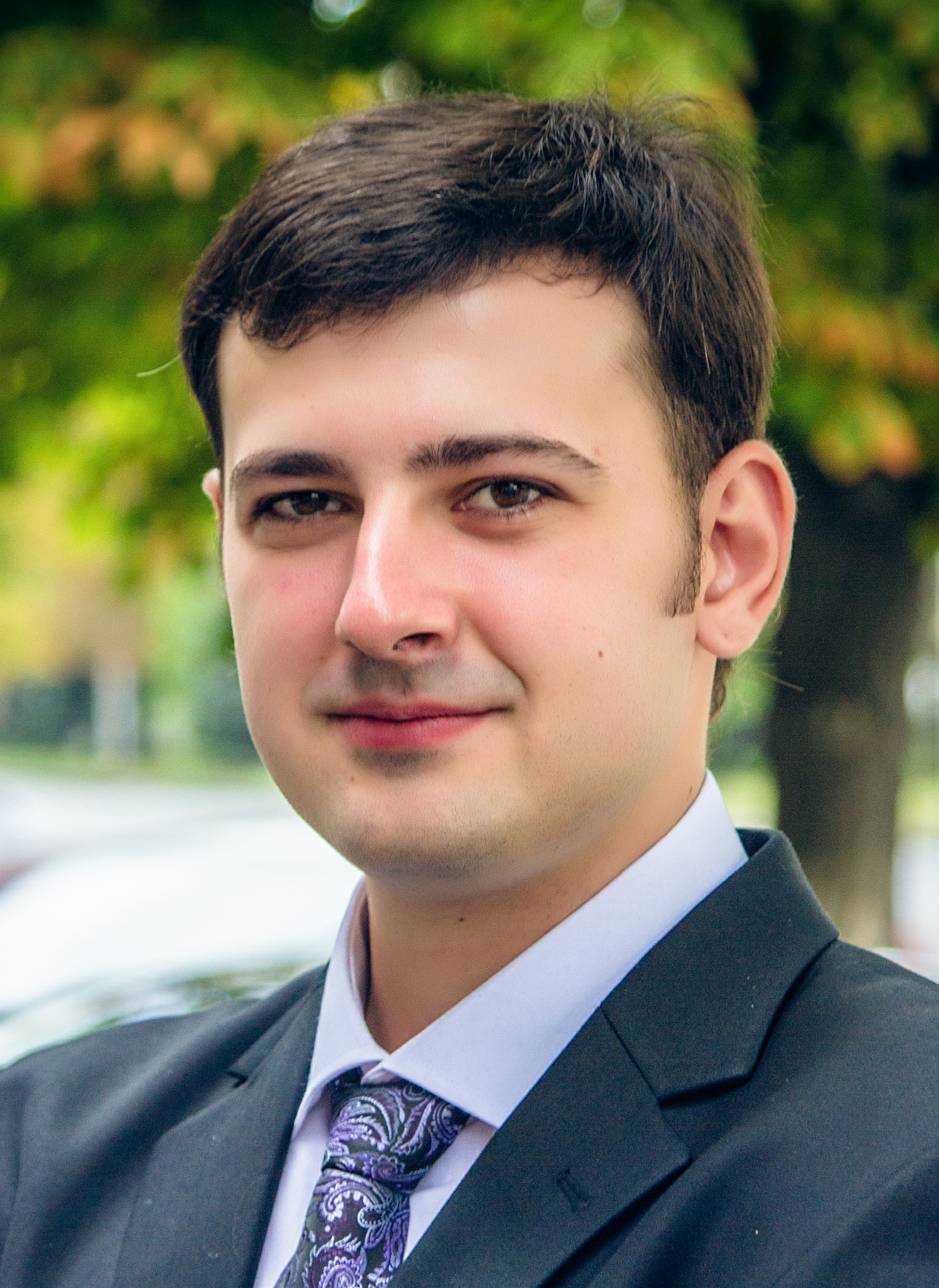
Павло Левчук

## Відомі особи, що вчилися в університеті протягом тривалого часу
- Портников Віталій Едуардович - український журналіст, телеведучий, політичний оглядач та письменник
- Ширшов Петро Петрович - український та російський радянський географ та мандрівник, перший директор інституту океанології АН СРСР та міністр морського флоту СРСР.

## Нагороди та репутація
|                                    |  |  |
| Ювілейна монета НБУ присвячена ДНУ |  |  |

ДНУ посів восьме місце в інтегрованому рейтингу закладів вищої освіти України. Як повідомляє «Комсомольська правда», найавторитетнішими рейтингами, на які посилаються фахівці і журналісти, є національні рейтинги ЮНЕСКО «Топ-200 Україна», «Компас» та міжнародний рейтинг «Вебометрикс». У зв'язку з тим, що кожен з них акцентує увагу на власних пріоритетах (роботодавцях, рівні наукових досліджень тощо), виникла необхідність скласти загальний рейтинг, який би відображав середній результат.
У консолідованому списку кожен заклад освіти отримав суму балів з трьох рейтингів, які складались 2011 року. Сюди увійшли 276 закладів вищої освіти III—IV рівнів акредитації, були складені також чотири підрейтинги, а саме «Найкращі класичні університети України», «Найкращі приватні ЗВО України», «Найкращі київські ЗВО» та «Найкращі ЗВО регіонів України». Заклади медичної освіти до списку не увійшли, оскільки були відсутніми у «Компасі», і, відповідно, отримали б низькі бали. Перша десятка найкращих — Київський політех, КНУ ім. Т. Шевченка, НУ «Києво-Могилянська академія», НУ «Львівська політехніка», Харківський політехнічний інститут, Київський національний економічний університет ім. В. Гетьмана, Донецький національний технічний університет, ДНУ ім. О. Гончара, Донецький національний університет, Львівський національний університет ім. І. Франка.
Інформаційним освітнім ресурсом «Освіта.ua» складено консолідований рейтинг закладів вищої освіти України за підсумками 2011 року. Як вихідні дані використані найбільш авторитетні серед експертів та засобів масової інформації національні та міжнародні рейтинги вишів України: ЮНЕСКО «Топ-200 Україна», «Компас» і «Вебометрикс».
ДНУ посів восьме місце в цьому інтегрованому рейтингу, до якого увійшли 232 заклади вищої освіти України. Інші дніпровські ЗВО розташувалися у ньому таким чином: Національний гірничий університет — на 24 позиції, Національна металургійна академія України — на 28, Дніпропетровський національний університет залізничного транспорту ім. В.Лазаряна — на 50 і Придніпровська державна академія будівництва та архітектури — на 56.
До консолідованого рейтингу увійшли також підрейтинги «Найкращі класичні університети України», «Найкращі приватні виші», «Найкращі київські виші» та «Найкращі виші регіонів України». Так, серед найкращих восьми класичних університетів ДНУ — третій, попереду Київський національний університет ім. Т.Шевченка та НУ «Києво-Могилянська академія». А серед вишів східного регіону Дніпропетровський національний університет отримав лідерство.

## Видання університету
- «Проблеми археології Подніпров'я» — науковий міжвишівський збірник з проблем археології, давньої історії та етнографії, заснований університетом 1977 року.
- «Сучасні дослідження з німецької історії» — академічний журнал кафедри всесвітньої історії з питань історичної германістики та вивчення німецькомовних діаспор. Виходить з 1973 року.